# Playa de la Araña
La playa de la Araña es una playa del distrito Este de la ciudad de Málaga, en Andalucía, España. Se trata de una playa semiurbana de arena dorada situada en el litoral oriental de la ciudad, entre la playa del Peñón del Cuervo y el municipio de Rincón de la Victoria. Tiene unos 400 metros de longitud y unos 25 metros de anchura media. Es una playa muy frecuentada y casi sin equipamientos ni servicios.